# 奥托·格兰斯特伦
奥托·格兰斯特伦（瑞典語：Otto Granström，1887年10月4日—1941年5月1日），芬兰男子体操运动员。他曾获得1908年夏季奥运会体操比赛男子团体全能铜牌。1909年，他代表Ylioppilasvoimistelijat队在全国体操锦标赛上获得男子团体冠军。